# Grand Central Terminal
La stazione di Grand Central Terminal (GCT) - a volte chiamata Grand Central Station o semplicemente Grand Central - è una stazione ferroviaria terminale situata a Midtown Manhattan, quartiere di New York. Prende il nome e venne creata dalla New York Central Railroad nel periodo d'oro del trasporto ferroviario a lunga percorrenza.
È la stazione ferroviaria più grande del mondo per numero di banchine: 44, con 67 binari. La misura dell'edificio è inoltre di circa 200 000 m². Lo scalo si sviluppa su due livelli, entrambi sotto terra, con 41 binari nel piano superiore e 26 in quello inferiore, anche se il numero totale dei binari lungo le banchine e quelli adibiti al ricovero dei mezzi (non serviti da banchina) supera i 100. Dopo l'apertura della nuova stazione della Long Island Rail Road nel 2023, costruita sotto i livelli esistenti, il complesso è dotato di un totale di 75 binari e 48 banchine. Il terminal si estende su un'area di 19 ettari.
Anche se il Terminal è stato propriamente chiamato "Grand Central Terminal" dal 1913, molte persone continuano a riferirsi ad esso come "Grand Central Station", che è il nome dell'ufficio postale nelle vicinanze o della fermata della metropolitana a servizio del Terminal.

## Strutture e impianti

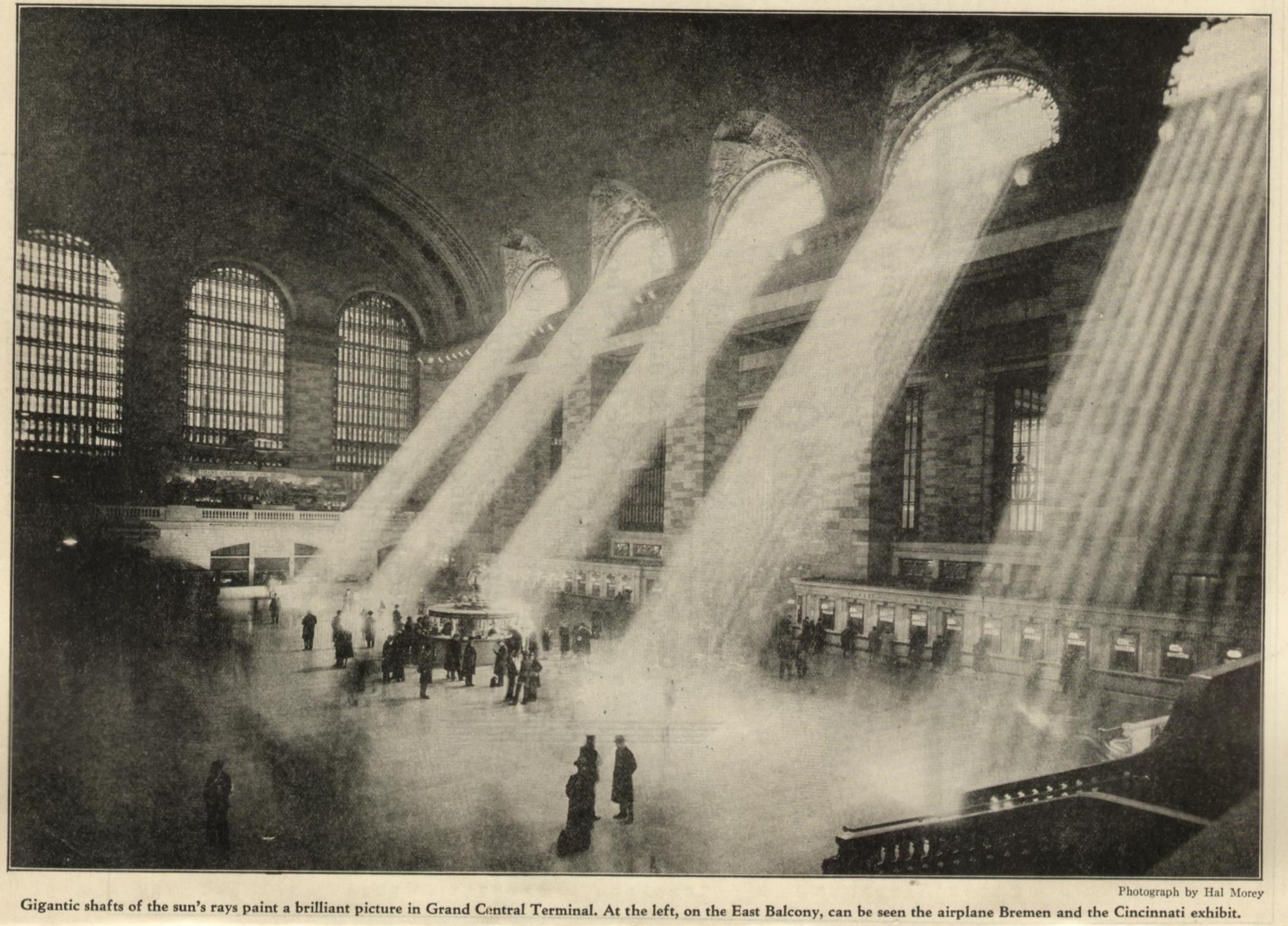
Grand Central nel 1930. Foto di Hal Morey

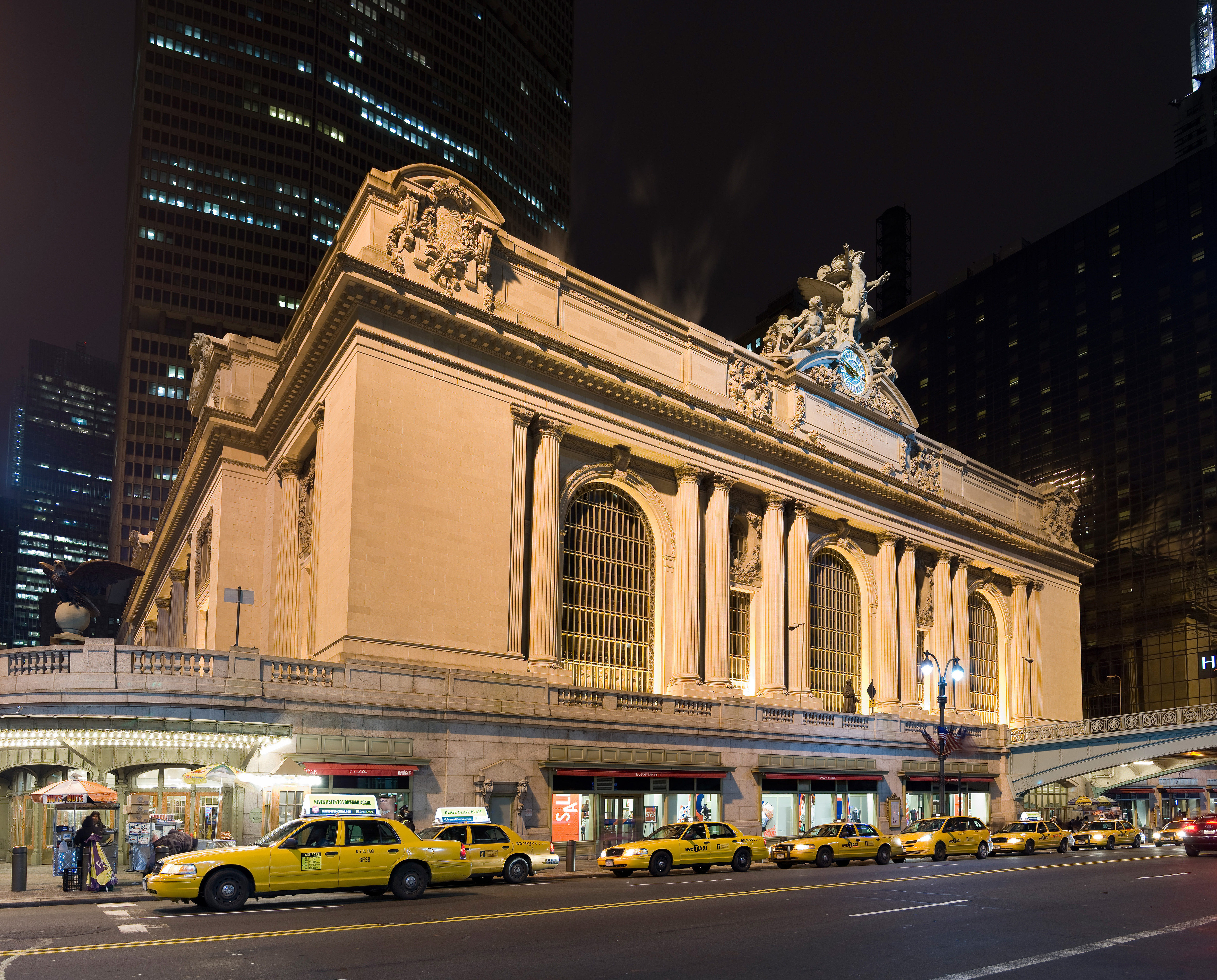
Grand Central Terminal, vista notturna

Ci sono 41 binari al livello superiore, dei quali 29 ad uso passeggeri numerati da 11 a 42 (i binari 22 e 31 sono stati rimossi alla fine degli anni novanta, il binario 12 è stato rimosso per allargare la banchina dei binari 11 e 13, e la banchina 14 è utilizzata solo per il caricamento di un treno spazzatura) dal binario più orientale a quello occidentale.
Al piano inferiore, ci sono 26 binari, sono numerati 100-126, da est a ovest, anche se solo i binari da 102 a 112 e da 114 a 116 sono effettivamente utilizzati per il servizio passeggeri. Questo sistema rende più facile per i passeggeri individuare rapidamente dove il loro treno è in partenza, evitando la confusione nel trovare il proprio treno a causa delle immense dimensioni del Terminal. I treni locali non di punta partono dal livello inferiore mentre quelli di punta e i treni a lunga percorrenza partono dal livello dell'atrio principale.
Presso le banchine del Grand Central ci sono numerosi ristoranti (il più famoso dei quali è la Oyster Bar) e fast food (che circonda il grande piazzale al piano di sotto l'atrio principale), oltre che gastronomie, panetterie, edicole, un gourmet e il mercato dei prodotti alimentari freschi, una sede esterna della New York Transit Museum, e più di quaranta punti vendita al dettaglio. 
Grand Central contiene in genere solo punti vendita in franchising e privati di piccole dimensioni; non ci sono grandi catene all'interno del complesso ad eccezione di una caffetteria Starbucks e un Rite Aid farmacia/negozio. Ha aperto al pubblico il 9 dicembre 2012 il Grand Central Store di Apple, contestato dagli altri negozi della stazione per il basso affitto (in proporzione alla grandezza del negozio) che è stato applicato all'azienda.
Sotto il Terminal si trova una grossa stanza, chiamata M42, che contiene il convertitore utilizzato per convertire l'elettricità da corrente alternata a quella continua che alimenta il Terminal. La posizione esatta di M42 rimane un segreto gelosamente custodito e non può essere trovato su mappe anche se è stato filmato e trasmesso in televisione dai canali History channel e National Geographic. 
Durante la seconda guerra mondiale, questa fu una delle strutture più custodite in quanto, se fosse stata sabotata, il movimento delle truppe sulla costa orientale sarebbe stato interrotto. Nonostante fosse un segreto, Adolf Hitler era a conoscenza di questa possibilità e inviò due spie per sabotare il convertitore. Le spie furono arrestate dall'Fbi prima che potessero colpire. Si dice che chi fosse entrato senza autorizzazione nell'impianto durante la guerra, avrebbe rischiato di essere ucciso a vista: i convertitori rotanti usati all'epoca avrebbero potuto essere facilmente paralizzati usando un secchio di sabbia.
Dal 1924 al 1944, l'attico dell'ala est del fabbricato viaggiatori e parte della galleria, conteneva una scuola d'arte (occupante circa 7.000 metri quadrati di spazio), chiamata la Grand Central School of Art.

### Architettura

#### Atrio principale

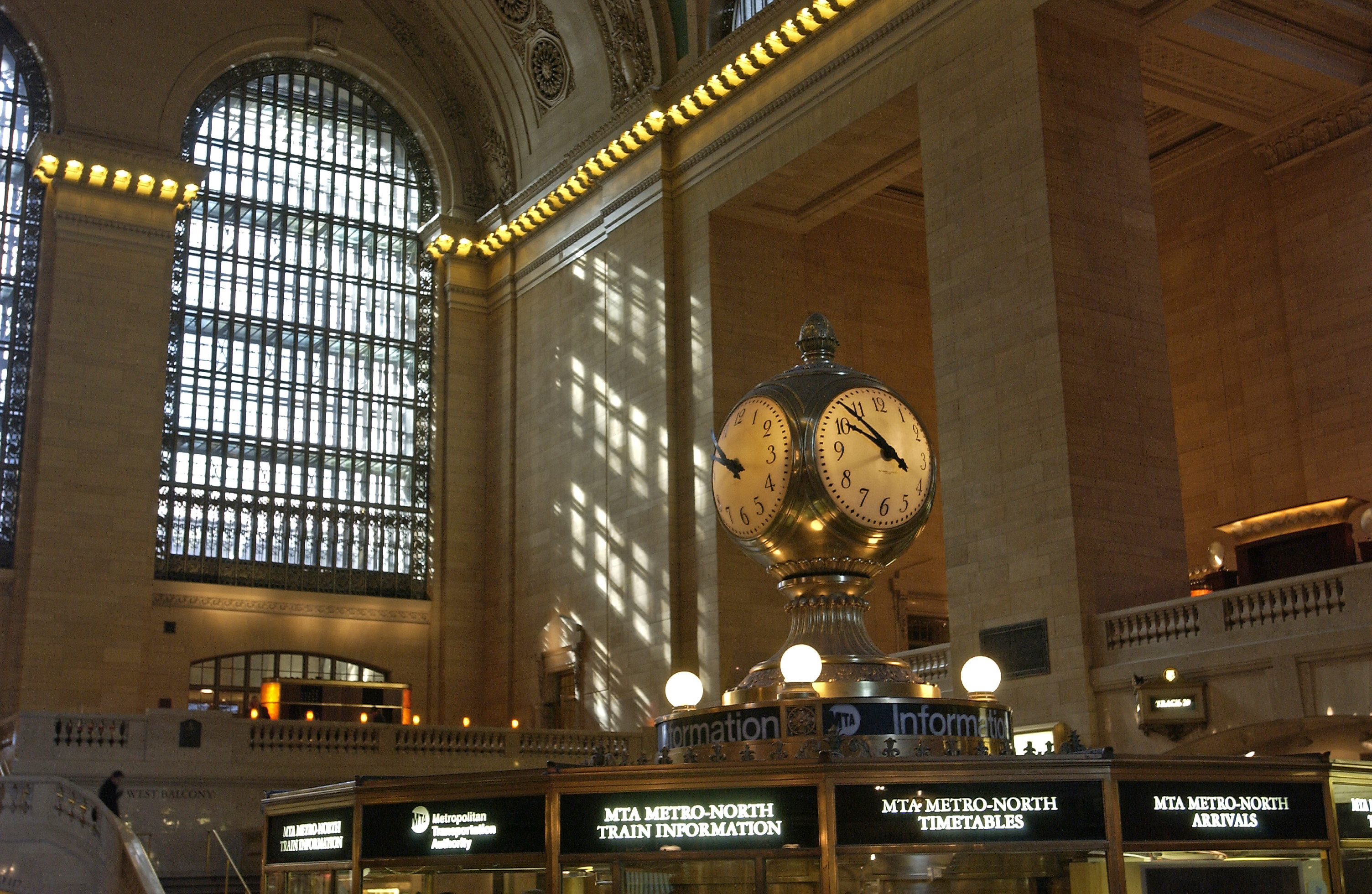
L'orologio dell'atrio principale

L'atrio principale (Main Concourse) è al centro della Grand Central.
Le biglietterie si trovano qui, anche se ormai molti box hanno cambiato la destinazione d'uso dopo l'introduzione delle biglietterie automatiche.
La grande bandiera statunitense fu attaccata in Grand Central Terminal, pochi giorni dopo gli attentati dell'11 settembre al World Trade Center.
L'ufficio informazioni e l'assistenza clienti si trovano al centro del salone.
Questo è un luogo di incontro perenne, e l'orologio a quattro facce in cima al banco informazioni è forse l'icona più riconoscibile di Grand Central. Ognuna delle quattro facce dell'orologio è realizzata in opale, e si stima che il suo valore sia compreso tra i 10 e i 20 milioni di dollari. All'interno dell'ufficio informazioni (realizzato in ottone ed in marmo) c'è una "porta segreta" che nasconde una scala a chiocciola che conduce alla cabina di informazioni di livello inferiore.
Fuori dalla stazione, l'orologio di fronte al Central contiene il più grande esempio al mondo di Tiffany in vetro ed è circondato da sculture intagliate da Donnelly John che raffigurano le divinità greche Minerva, Ercole e Mercurio e progettato dallo scultore Jules-Félix Coutan. Al momento della sua inaugurazione (1914) questo trio era considerato il più grande gruppo scultoreo del mondo. È alto 14,6 m, mentre l'orologio al centro ha una circonferenza pari a 4 m.
I binari del livello superiore sono raggiungibili dall'atrio principale o da vari corridoi e passaggi che partono da esso.

##### Soffitto

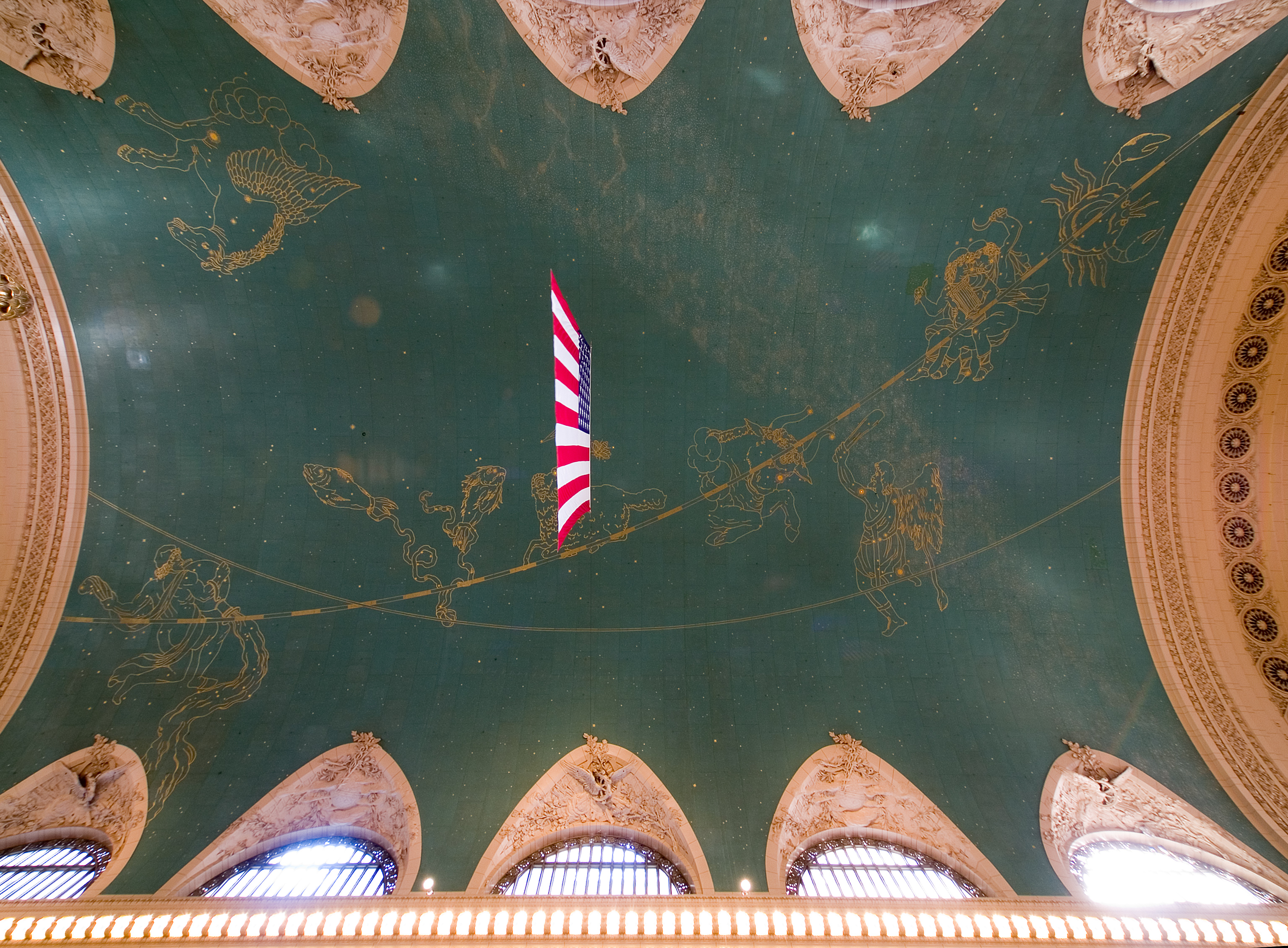
Soffitto

Un restauro realizzato nell'autunno del 1998 permise di vedere l'originale lucentezza dell'elaborato soffitto decorato con una mappa stellare.
Il soffitto originale, dipinto nel 1912 dal pittore francese Paul César Helleu, fu sostituito alla fine del 1930 a causa della caduta dell'intonaco. 
Questo nuovo soffitto era stato oscurato da decenni e si pensava che fossero stati i fumi del carbone e del gasolio; analisi spettroscopiche hanno invece rivelato che in realtà a causare l'oscuramento del soffitto erano strati di catrame e nicotina rilasciati dalla combustione del tabacco. In seguito agli interventi di restauro si è deciso di lasciare una piccola superficie del soffitto ancora sporca per ricordare la sporcizia che prima aveva ricoperto il soffitto.
Ci sono due peculiarità su questo soffitto: il cielo è dipinto al contrario, e le stelle sono leggermente fuori posto; una spiegazione è che il soffitto si basa su un manoscritto medievale, che raffigurava il cielo come sarebbe stato guardandolo al di fuori della sfera celeste: è per questo che le costellazioni sono indietro; dal momento che la sfera celeste è una astrazione (le stelle non sono tutte alla stessa distanza dalla Terra), questa visione non corrisponde alla vista reale da qualsiasi punto dell'universo. Il motivo per lo spostamento delle stelle è che il manoscritto raffigurava la loro posizione riflessa del cielo nel Medioevo e da allora le stelle si sono spostate a causa della precessione degli equinozi. La maggior parte delle persone, tuttavia, ritiene che Helleu abbia invertito l'immagine per errore e quando la famiglia Vanderbilt (il committente) ha saputo che il soffitto era dipinto all'indietro, ha cercato di spiegare che l'affresco rappresentava la visione del cielo secondo Dio.

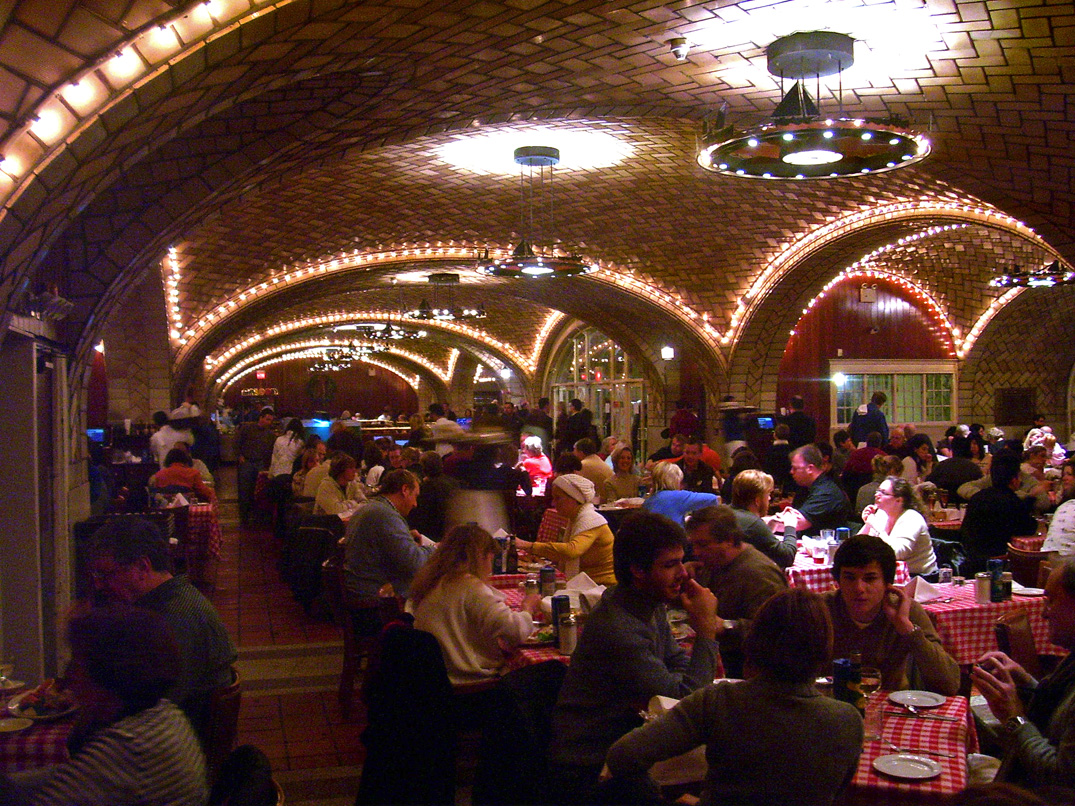
The Oyster Bar, il più antico negozio del Grand Central

C'è un piccolo cerchio scuro in mezzo alle stelle nel lato destro, sopra l'immagine di Pesci. Nel 1957 in un tentativo di contrastare il sentimento di insicurezza generato dal lancio sovietico di Sputnik, Il Main Concourse ha ospitato il missile americano Redstone; non c'era altro modo per innalzare il missile: doveva essere eseguito un foro nel soffitto; il buco è rimasto a testimonianza dei numerosi utilizzi del Main Concourse nel corso degli anni.

#### Atrio inferiore
Il Dining concourse (letteralmente: L'atrio del pranzo) si trova sotto l'atrio principale. Contiene molti fast food e ristoranti, tra cui il famoso Oyster Bar con le sue volte, che circondano posti centrali e le aree lounge e fornisce l'accesso ai binari del livello inferiore. I due livelli sono collegati da numerose scale, rampe e scale mobili.

### Appartamento Vanderbilt
L'appartamento Vanderbilt (che prende il nome della famiglia che ha costruito e che era proprietaria della stazione) è appena fuori dall'atrio principale; ex sala d'attesa per il terminal principale, è usato ed affittato per vari eventi. L'appartamento Campbell è invece una cocktail lounge elegantemente ristrutturata, che attira sia pendolari che turisti; un tempo, nel 1920, è stato l'ufficio del magnate John W. Campbell ed è progettato per riprodurre la galleria di un palazzo fiorentino del tredicesimo secolo.

## Movimento
La stazione è servita dai treni delle linee Harlem, Hudson e New Haven del servizio ferroviario suburbano Metro-North Railroad. Durante le ore di punta, nella stazione arriva un nuovo treno ogni 58 secondi. Nel 2017 è stata utilizzata da 67 326 857 passeggeri, risultando la seconda più trafficata di New York, degli Stati Uniti e di tutto il Nord America, dietro solo alla stazione di Pennsylvania.

## Interscambi
La stazione è servita da diverse linee automobilistiche gestite da MTA Bus e NYCT Bus. È collegata alla stazione Grand Central-42nd Street della metropolitana di New York e alla stazione di Grand Central Madison della Long Island Rail Road.
- Stazione metropolitana (Grand Central-42nd Street, linee 4, 5, 6, 7 e S)
- Stazione ferroviaria (Grand Central Madison, Long Island Rail Road)
- Fermata autobus
- Stazione taxi

## Media
Grand Central Terminal è stata ripresa in numerosi film e produzioni televisive nel corso degli anni.
Di seguito è riportato un piccolo elenco dei film che sono stati girati o ambientati al Grand Central Terminal:
- Intrigo internazionale
- Arturo
- Cotton Club
- Innamorarsi
- Labirinto mortale
- Prima di mezzanotte
- Il boss e la matricola
- Il principe delle maree
- La leggenda del re pescatore
- Carlito's Way
- Hackers
- Ipotesi di complotto
- Men in black (I e II)
- Armageddon - Giudizio finale
- Il collezionista di ossa
- American School
- K-PAX - Da un altro mondo
- Party Monster
- Perfect Score
- Madagascar
- Io sono leggenda
- Revolutionary Road
- Duplicity
- Daddy Sitter
- Un giorno, per caso
- Pelham 123 - Ostaggi in metropolitana
- L'amore infedele - Unfaithful
- Animals United
- Gossip Girl
- Amici di letto
- The Avengers
- Prossima fermata, America
- La ragazza del treno
- 2:22 - Il destino è già scritto
- L'uomo sul treno - The Commuter
- Dash & Lily**

## Videogiochi
La Grand Central Station compare anche nel videogioco Tom Clancy's The Division.